# Lupe Fuentes
Zuleidy Piedrahita também conhecida como Lupe Fuentes e Little Lupe (Santiago de Cali, 27 de janeiro de 1987) é uma ex-atriz pornográfica e ex cantora do grupo musical “The Ex Girlfriends”.

## Vida e Carreira
Em 2006, ela entrou pra indústria pornográfica junto com seu ex marido Pablo Lapiedra, que também era diretor de filmes adultos e responsável pela Lapiedra Factory (Nome da empresa por trás das produções). Em 2008, ela se divorciou de Pablo Lapiedra e foi para os Estados Unidos Onde recém chegada, Em 2009, assinou contrato com a Teravision (Produtora de filmes adultos da Tera Patrick e com a Wicked Pictures).
Em 2010 Lupe Fuentes salvou um fã da cadeia. A história começou quando voltando de uma Viagem à Venezuela, o fã foi acusado por posse de Pornográfia infantil, ele alegou que a atriz do filme (Lupe Fuentes) era maior de Idade. Mas especialistas e agentes federais afirmavam que ela não tinha mais de 12 anos, a história só se resolveu quando em casa, Lupe Fuentes recebeu um chamado da Justiça e foi até um julgamento, onde provou que possuia mais de 18 anos quando foram filmadas as imagens do filme.
Em 2011, o ex marido voltou a cena, quando foi acusado por estudantes de um internato da Colômbia por pedofilia. Na acusação as estudantes disseram que em 2006 foram Contratadas por Pablo Lapiedra para filmar conteúdo pornográfico para um site. As investigações do caso começaram em 2008 e só determinaram Pablo como culpado em 2011, durante seu depoimento ele acusou Lupe Fuentes de convencer as meninas alegando que o trabalho dele era só filmar. Lupe Fuentes acionou seus advogados, deixou de ser ativa em suas redes sociais e então a única notícia que estampavam as manchetes e sites, era que ela havia sido deportada dos EUA para Colômbia, onde provavelmente teria cumprido pena, entre fim de 2011 e metade de 2012.
Em 2012, Lupe Fuentes resurge das cinzas, especificamente em Novembro, ela voltou a ser ativa em suas redes sociais dizendo que tinha se reinventado e logo em seguida liberando um video clipe de sua nova banda a The Ex Girlfriends, ela alcançou 20 milhões de visualizações em duas semanas, após um mês com o vídeo do primeiro single We Are The Party no YouTube, o video foi retirado do ar. Sendo novamente publicado e atualmente com pouco mais de 500 mil visualizações. Segundo Lupe Fuentes, ela já vinha pensando na mudança a dois anos e queria deixar a carreira no pornô. Ela está por trás da produção do grupo, junto de seu atual marido Evan Seinfeld.

## Filmografia
- Depravada(2006)
- Obsesión (2006)
- Posesión (2006)
- Isi & Disi, alto voltaje (2006)
- La Venganza de las Ninfas (2007)
- Matadero (2007)
- Lolita Pink Blood(Woman Pink Hair)(2007)
- Chloe (2007)
- El diario de Zuleidy (2007)
- Pasión (2007)
- Little Lupe #01 (2007)
- Little Lupe #02 (2007)
- Little Lupe #03 (2008)
- Pornostamps (2008)
- Pornostamps 2 (2008)
- Private 43 100% Zuleidy (2008)
- Little Lupe #04 (2009)
- Interactive Girlfriend Sexperience (2009)
- Lolita (2010)
- Playboy Radio#06 (2011)
- I Love Lupe 1: Forbidden Fantasies(2012)

## Premiações

### Recebidos
- 2010: F.A.M.E. Award: Favorite New Starlet[1]
- 2010: XFANZ Award: Latina Pornstar of the Year[2]

### Indicações
- 2006: FICEB Award na categoria Best New Spanish Actress – Posesió[3]

2009: Hot d'Or na categoria: Best European Actress – 100% Zuleidy
- 2010: AVN Award na categoria: Best New Web Starlet[5]
- 2010: NightMoves na categoria the Best New Starlet[6]
- 2011: XBIZ na categoria Female Performer of the Year[7]
- 2011: XRCO Cream Dream na categoria[8]